# Jimmie Foxx
James Emory Foxx (ur. 22 października 1907, zm. 21 lipca 1967) – amerykański baseballista występujący na pozycji pierwszobazowego, trzeciobazowego i łapacza.

## Przebieg kariery
Foxx przedwcześnie zakończył edukację, gdyż wstąpił do zespołu Easton Farmers z niższej ligi, prowadzonego przez byłego zawodnika Philadelphia Athletics Home Runa Bakera i miał nadzieję na występy na pozycji pierwszobazowego lub miotacza, jednak z powodu braku łapaczy w drużynie zmuszony był początkowo grać na tej pozycji. W wieku 17 lat zadebiutował w MLB, jednak w debiutanckim sezonie rozegrał 9 meczów (pierwszym łapaczem był Mickey Cochrane). W sezonie 1928 występował na trzech pozycjach; był pierwszobazowym, trzeciobazowym i łapaczem. Rok później grał już jako pierwszobazowy, a zespół Athletics pokonał w World Series Chicago Cubs 4–1; Foxx w finałach miał średnią uderzeń 0,350. W 1930 zespół sięgnął po mistrzostwo po raz drugi z rzędu. W 1932 i 1933 został najbardziej wartościowym zawodnikiem w American League.
16 czerwca 1936 roku przeszedł do Boston Red Sox. W 1938 został po raz trzeci wybrany MVP American League (był pierwszym, którego wyróżniono trzy razy). W tym samym sezonie ustanowił klubowy rekord zdobytych home runów w sezonie (w sumie 50), który został pobity dopiero w 2006 roku przez Davida Ortiza. Występował jeszcze w Chicago Cubs i Philadelphia Phillies. Po zakończeniu kariery pracował między innymi jako trener w żeńskim zespole baseballowym Fort Wayne Daisies.

## Późniejszy okres
Wprowadzony do Galerii Sław Baseballu w 1951. Zmarł 21 lipca 1967 w wyniku zadławienia się jedzeniem.

## Nagrody i wyróżnienia
| Nagroda/wyróżnienie         | Lata                                                 | Źródło |
| 3× MVP American League      | 1932, 1933, 1938                                     | [ 2 ]  |
| 9× All-Star                 | 1933, 1934, 1935, 1936, 1937, 1938, 1939, 1940, 1941 | [ 8 ]  |
| 2× zwycięzca w World Series | 1929, 1930                                           | [ 9 ]  |
| Baseball Hall of Fame       | od 1951                                              | [ 6 ]  |